# AxSTREAM
AxSTREAM套装软件是美国SoftInWay公司设计、销售的，具备设计涡轮机、压缩机功能，计算现有涡轮机器的设计工况与非设计工况操作的热动力分析。此套装软件的运用覆盖了涡轮机组的设计与再次设计领域以及培训咨询。
AxSTREAM试用于：
- 轴流式涡轮机
- 轴向式压缩机
- 辐流式涡轮机
- 离心式压缩机
- 轴流式风机
- 风箱

在建立新设计时，设计者能够通过输入最初的入口与出口参数，几何约束参数，必须的质量流率及转动速度，进而进行初级设计、一维及二维计算与优化设计。AxSTREAM最终生成完整的流程几何图，包括子午形面、型材及叶片基本图形转换规范模块。AxSTREAM是一个多方位的软件，此软件运用简化一维结构模块进行初级阶段的一维及二维平面计算与优化设计的检测。在最终阶段 ，AxSTREAM进行三维立体的结构震动分析来检测叶片。同时，此软件能够创立坎贝尔图进而分析系统的受损频率。

AxSTREAM的CFD(Computational fluid dynamics)流体动力学分析模块能够进行独立叶片行及整体流程叶片间渠道的三维立体计算。
AxSTREAM在新的或已有流程优化设计上具备了以下独特功能：
- 通过友好的界面、一维／二维平面结算器的深入分析及通过已有基础设施的最优化来“手动”改变设计几何图形。
- 通过(Design of Experiment methods-DoE)试验方法设计来最优化流程。
- 在计算现成流程热动力时，AxSTREAM提供了非设计操作性能以及对试验与真实数据的对比分析。

AxSTREAM高度综合了各个软件元件，将涡轮设计流程的各个阶段融于一个完整的简洁的软件设计。同时，AxSTREAM能够将设计的几何图形导出到其他计算机辅助软件(CAD)和计算机辅助教育（CAE），如UGS, Pro-E, SolidWorks, Fluent, AutoCAD, ANSYS CFX, NUMECA等等。